# Léon Dupont
Léon Dupont (* 18. Mai 1881; † 6. Oktober 1956) war ein belgischer Leichtathlet, der 1906 bei den Olympischen Zwischenspielen in Athen den zweiten Platz im Standhochsprung belegte.

## Karriere
Dupont trat bei den Zwischenspielen in drei Disziplinen an. Im Standweitsprung belegte er mit 2,975 Metern den vierten Platz hinter den drei US-Amerikanern Ray Ewry, Martin Sheridan und Lawson Robertson. Fünf Tage später konnte sich Dupont nicht für das Hochsprungfinale qualifizieren. Tags darauf fand am 1. Mai 1906 das Finale im Standhochsprung statt; Raymond Ewry gewann mit 1,56 Metern deutlich, dahinter überquerten Sheridan, Robertson und Dupont jeweils 1,40 Meter und wurden gemeinsam für den zweiten Platz geehrt. 
Zwei Jahre später bei den Olympischen Spielen 1908 in London trat Dupont erneut in seinen drei Disziplinen an. Im Standweitsprung konnte er sich nicht platzieren. Im Hochsprung sprang Dupont, der eine Bestleistung von 1,75 Metern hatte, über 1,67 Meter und qualifizierte sich damit nicht für das Finale, er wird als 16. des Wettbewerbs geführt. Im Standhochsprung überquerte er 1,42 Meter. Damit erreichte er nicht das Finale, wird aber gemeinsam mit anderen Springern als Achter des Wettkampfs gelistet. 
Léon Dupont war der erste belgische Olympiamedaillengewinner in der Leichtathletik. Erst 1948 in London gewannen mit Étienne Gailly und Gaston Reiff zwei belgische Läufer olympische Medaillen, Reiff war der erste belgische Leichtathletik-Olympiasieger. In Sprungdisziplinen war der Olympiasiebte im Stabhochsprung von 1924 in Paris Maurice Henrijean der einzige belgische Leichtathlet außer Léon Dupont, der sich unter den besten Acht platzieren konnte, bis 2008 in Peking Tia Hellebaut den Hochsprung der Frauen gewann.